# Hämeensaari (ö i Södra Karelen, Imatra)
Hämeensaari är en ö i Finland. Den ligger i sjön Saimen och i kommunen Ruokolax i den ekonomiska regionen  Imatra ekonomiska region  och landskapet Södra Karelen, i den södra delen av landet, 240 km nordost om huvudstaden Helsingfors. Öns area är 1,7 hektar och dess största längd är 400 meter i sydöst-nordvästlig riktning.